# Arotes amoenus
Arotes amoenus là một loài tò vò trong họ Ichneumonidae.